# Dendrobium rechingerorum
Dendrobium rechingerorum är en orkidéart som beskrevs av Rudolf Schlechter. Dendrobium rechingerorum ingår i släktet Dendrobium, och familjen orkidéer. Inga underarter finns listade i Catalogue of Life.